# 福本修
福本 修（ふくもと おさむ、1958年- ）は、日本の精神分析家。恵泉女学園大学教授。

## 略歴
横浜市生まれ。1982年東京大学医学部卒業、1990年8月静岡大学保健管理センター助教授。1993年ロンドンのタビストック・クリニック成人部門に学び、2000年同成人精神分析的精神療法課程修了。1994年「精神病様症状を持つ「スキゾイド・パーソナリティ」の治療過程と治療者の機能」で東京大学より医学博士の学位を取得。2000年恵泉女学園大学人文学部教授。2006年代官山心理・分析オフィス開設。

## 著書
- 『現代クライン派精神分析の臨床 その基礎と展開の探究』（金剛出版） 2013
- 『精神分析の現場へ フロイト・ラカン・ビオンによる対象と自己の経験』（誠信書房） 2015

### 共編
- 『精神医学の名著50』（斎藤環共編、平凡社） 2003
- 『現代フロイト読本』1 - 2（西園昌久監修、北山修編集代表、松木邦裕, 藤山直樹共編、みすず書房） 2008

## 翻訳
- 『フロイト』（ロラン・ジャカール、法政大学出版局、りぶらりあ選書） 1987
- 『現代精神医学への招待 生物学的アプローチの射程』（P・H・ウェンダー, D・F・クライン、松浪克文共訳、紀伊国屋書店） 1990
- 『境界例の力動的精神療法』（オットー・F・カーンバーグ他、松浪克文共訳、金剛出版） 1993
- 『幻想の起源』（ジャン・ラプランシュ, J.-B.ポンタリス、法政大学出版局、りぶらりあ選書） 1996
- 『クリニカル・クライン クライン派の源泉から現代的展開まで』（R・D・ヒンシェルウッド、木部則雄, 平井正三共訳、誠信書房） 1999
- 『精神分析の方法 セブン・サーヴァンツ』1 - 2（ウィルフレッド・ルプレヒト・ビオン、平井正三共訳、法政大学出版局、りぶらりあ選書） 2002
- 『現代クライン派の展開』（ロイ・シェーファー編、誠信書房） 2004
- 『夢生活 精神分析理論と技法の再検討』（ドナルド・メルツァー、新宮一成, 平井正三共訳、金剛出版） 2004
- 『現代クライン派入門 基本概念の臨床的理解』（カタリーナ・ブロンスタイン編、平井正三共監訳、小野泉, 阿比野宏, 子どもの心理療法セミナーin岐阜訳、岩崎学術出版社） 2005
- 『アーカイヴの病 フロイトの印象』（ジャック・デリダ、法政大学出版局、叢書・ウニベルシタス） 2010
- 『フロイトを読む 年代順に紐解くフロイト著作』（ジャン-ミシェル・キノドス、監訳、岩崎学術出版社） 2013
- 『クライン派用語事典』（R・D・ヒンシェルウッド、衣笠隆幸総監訳、奥寺崇, 木部則雄, 小川豊昭, 小野泉共監訳、誠信書房） 2014
- 『タヴィストック・セミナー』（ウィルフレッド・R・ビオン、フランチェスカ・ビオン編、岩崎学術出版社） 2014